# Kazimierz Duriasz
Kazimierz Duriasz lub Durjasz – polski kolejarz, Sprawiedliwy wśród Narodów Świata.

## Życiorys
Kazimierz Duriasz mieszkał ze swoją rodziną przy ulicy ul. Gilarskiej 15 na warszawskim Targówku. Pracował jako kolejarz. W grudniu 1942 r. zaopiekował się Berą Kornblum, 10-letnim żydowskim chłopcem, który został uratowany z warszawskiego getta. Dzięki fałszywym dokumentom chłopiec otrzymał imię Władysław Mirski. Ojciec Beri, Szlomo Kornblum, opłacił z góry półroczną opiekę nad synem. Ber był ukrywany przez Duriasza w komórce, którą mógł opuszczać tylko po zmroku do wyzwolenia warszawskiej Pragi w listopadzie 1944 r. Duriasz kontynuował sprawowanie pieczy nad Berą mimo upływu ustalonego czasu i trudnej sytuacji finansowej. W 1944 roku Duriasz i jego rodzina ukryli się w schronie publicznym na czas bombardowania ze strony Sowietów, ale Władysława pozostawili w swoim domu, obawiając się, że jego tożsamość zostanie odkryta w schronie. Jednak gdy bombardowanie przedłużało się, Duriasz zabrał ze sobą Władysława do schronu. W listopadzie 1944 r. dziecko zostało przekazane Komitetowi Żydowskiemu. 
4 grudnia 1983 r. Jad Waszem uznał Kazimierza Duriasza za Sprawiedliwego wśród Narodów Świata.